# 恒見コウヘイ
恒見 コウヘイ（つねみ こうへい、1957年7月2日 - ）は、日本の作曲家、フリーの音楽プロデューサー。

## 概要
CMソングやテレビ・ラジオなどのテーマ曲、ジングルなどを制作している。全国的に有名な通販会社ジャパネットたかたのテーマソングを作ったことでも知られる。血液型O型、かに座、京都府福知山市出身。Soundproduce PaPa・ピンキッシュオフィスのチーフプロデューサーのほか、FBCラジオ『午後はとことん よろず屋ラジオ』水曜日のパーソナリティである二木あつ子とともに、PINKISH PARTYとして活動している。趣味としてギターやメガネの収集。

## 略歴
- 1980年　
  - グループ名「PIE」でトーラスレコードよりデビュー（メンバー3人）。
  - シングル「1978」、アルバム「Ocean」リリース。
- 1981年　
  - CBS・ソニーへ移籍、グループ名を「C-point」に改めシングル「少年の夢」をリリース（加山雄三主演、日本テレビ系ドラマ「せーの」主題歌）。
- 1982年　
  - 佐野元春・伊藤銀次プロデュースによるシングル「We can love」、アルバム「High Turn」をリリース。
- 1983年　
  - 小林麻美の「雨音はショパンの調べ」にwith C-pointとして参加。その他堀内孝雄、ばんばひろふみ、やしきたかじん、上田正樹、伊藤銀次他のレコーディング・ライブにコーラスとして参加、CMソングも「白鶴」など数多くを手がける。
- 1984年　
  - C-point解散。以後、福井県に住居を移し、音楽プロデューサーとして「CMソング、サウンドロゴ、テーマソング、ジングル」など現在までに1,000曲以上を作曲。
- 1998年
  - 14年ぶりにコンサート活動を再開。「ハートピアホール」「永平寺ふれあいホール」「芦原観光会館」等、ホールコンサートを中心に展開する。
- 2007年
  - PINKISH PARTY結成。プロデュース・作曲を担当。
- 2007年6月16日
  - ハートピア春江にて「コンサート“海を見に行こうよ”」開催。
- 2010年10月21日
  - FBCホールにてプロデュースしたミュージシャンを一堂に集め「恒見コウヘイ Presennt`s Welcome to PINKISH PARTY」開催。
- 2014年12月20日
  - ハートピア春江にて「恒見コウヘイ35周年記念のクリスマス アコースティックライブ」開催。
- 2019年10月19日
  - ジャパネットたかた長崎本社で行われたTVの特番やラジオの生放送に出演し、歌と演奏を披露。[1]
- 2019年10月26日
  - ハートピア春江にて「40th ANNIVERSARY 恒見コウヘイ 少年の夢」開催。

## 主なCMソング
- ジャパネットたかた
- 福井トヨタ
- リカーワールド華
- 湯ゆけむり温泉ゆー湯
- ショッピングシティベル
- ネッツトヨタ福井
- トヨタ・ビスタ
- 味の佐佳枝亭
- 新田塚スイミングスクール
- 福井情報ビジネス総合学院
- 仏壇の山下屋
- 安田蒲鉾
- あおい商事
- 油宇かまぼこ
- 福井オーディオ
- 村井メガネ
- 日本商運
- 近新家具
- ステーキハウス ナカムラ
- トライドゥカメラ
- メガネのジョイ
- 合同開発
- 焼肉処 新羅
- キープラザ

他

## 主な番組テーマ&ジングル
- おじゃまっテレ
- げんき一番
- 午後はとことんワイド～二木あつ子のきまぐれ気ままな金曜日～
- 大和田ラジオ本舗
- ウキウキほんきFBCラジオ
- デジタルセブン
- どぉ～ンと土曜日他

## 作曲・プロデュースCD
- 恒見コウヘイ
  - 『海を見に行こうよ』（コンサートのチケット購入者へのプレゼント、非売品）
- 越乃ひかる
  - 『長寿音頭』
- PINKISH PARTY
  - 『友禅の花』（YouTubeにてPV公開中）、『花火』、『落ち葉のプレリュード』
- 舞妓ひさ乃
  - 『あわらOne nightララバイ』
- THE FAKES
  - 『ガラスの階段』
- 越乃ひかる＆おじゃまっテレシンガーズ
  - 『おじゃまっテレ音頭』（おじゃまっテレ ワイド&ニュース内のプレゼント、非売品）

## 主な出演番組
- 良ーいドン!!（火）恒ちゃんとガンちゃんの福井を歌おう（げんき一番・午後はとことん よろず屋ラジオ時から続くコーナー）

## ゲスト・不定期
- 午後はとことん よろず屋ラジオ（水）（祝日を中心に不定期出演）
- FBCラジオ土曜スペシャル（2年に1回のペースで出演）